# Järna
För andra betydelser, se Järna (olika betydelser).

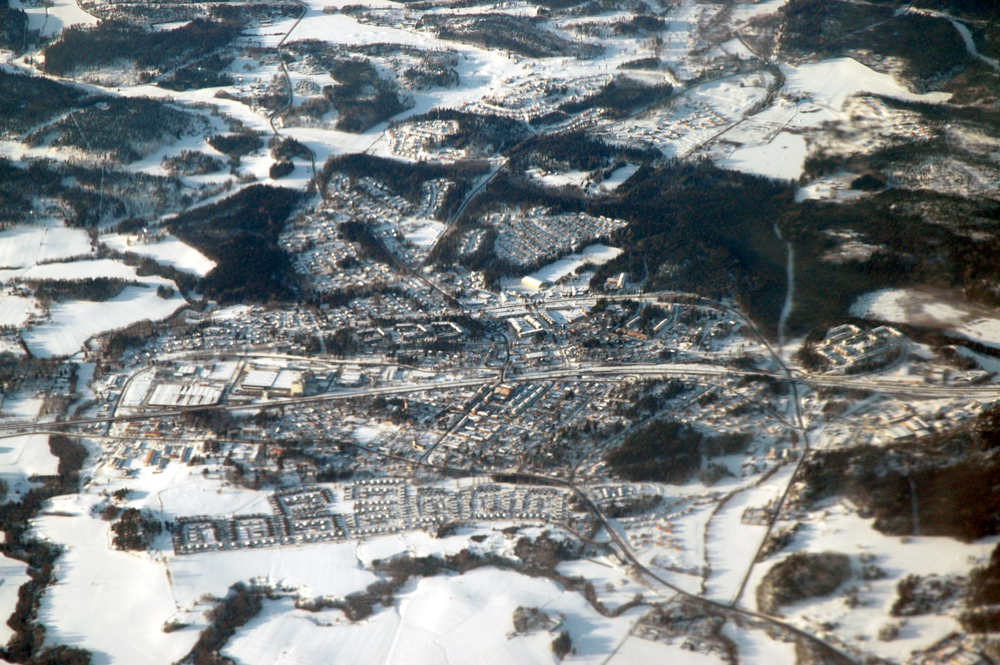
Flygfoto över Järna (2007).

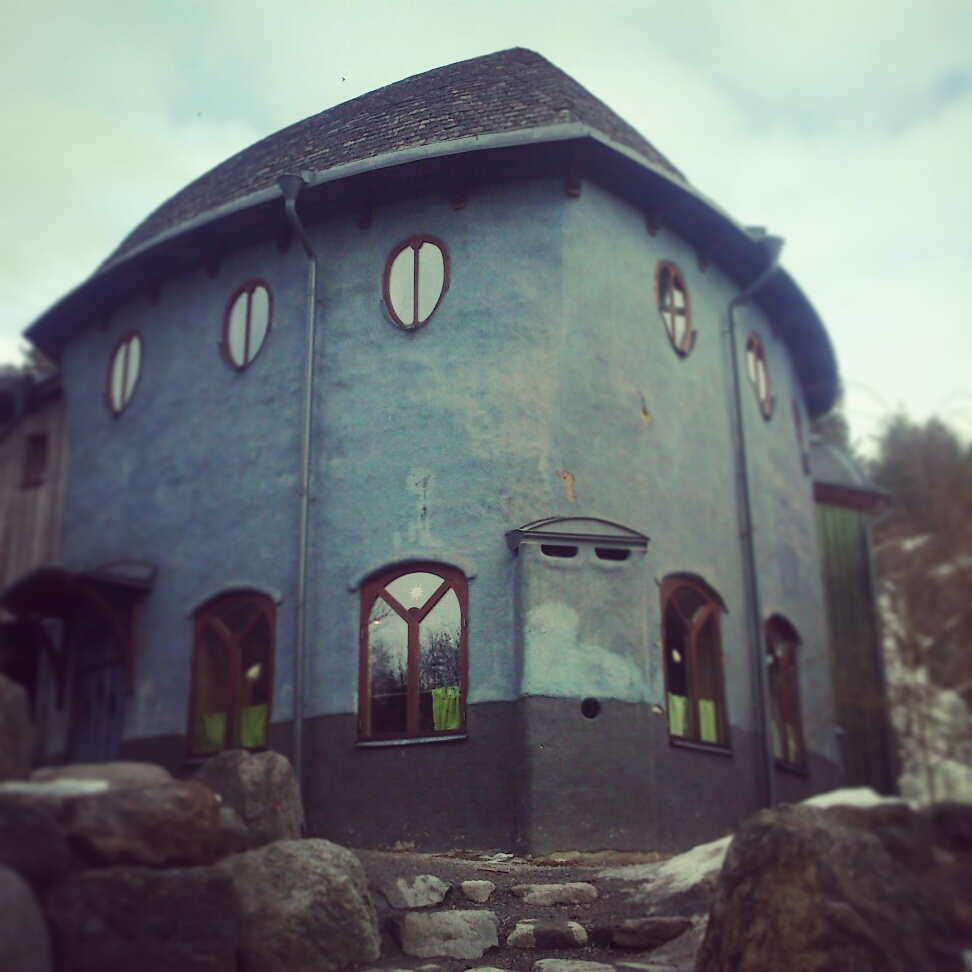
Solvikskolan i Järna.

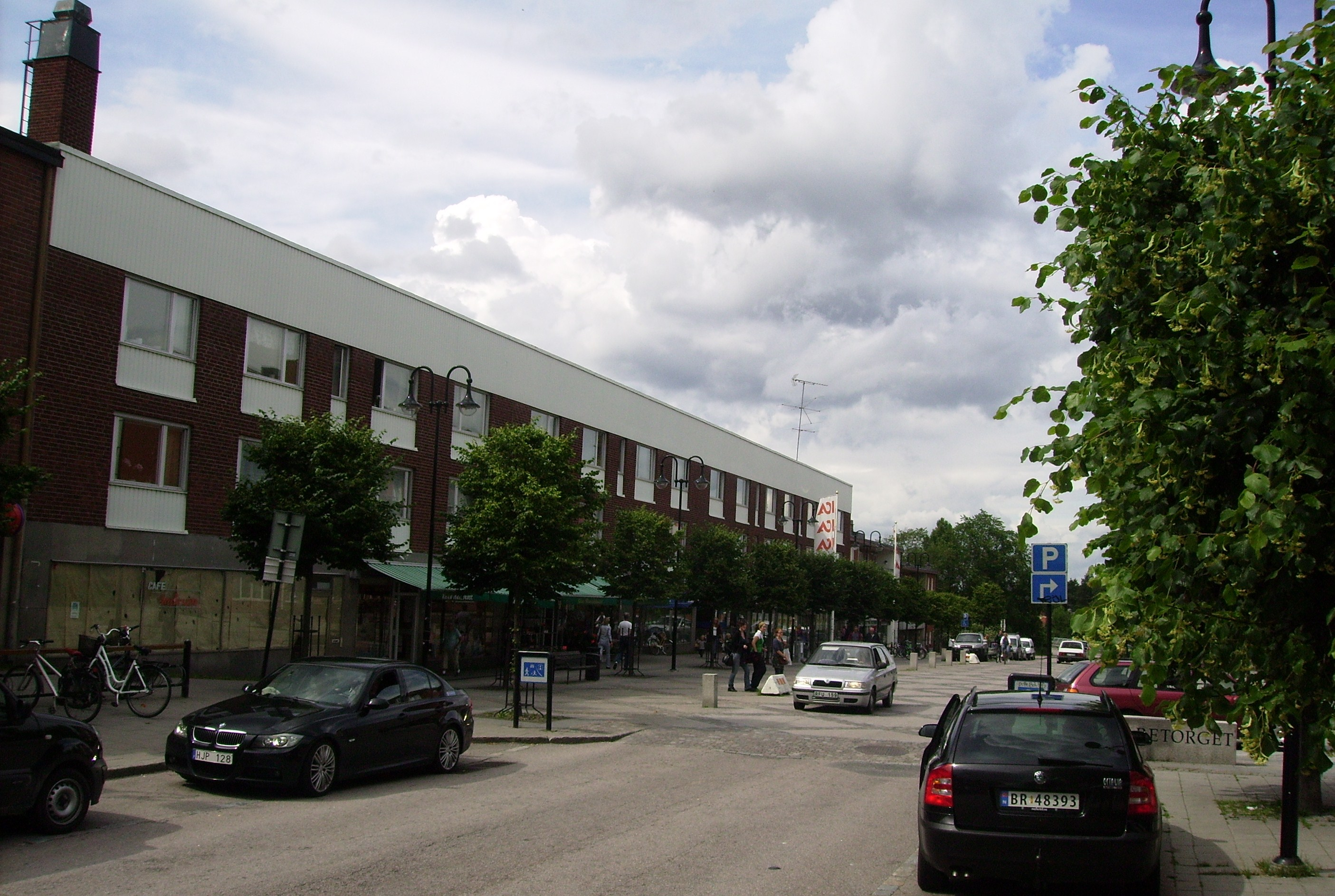
Storgatan i Järna.

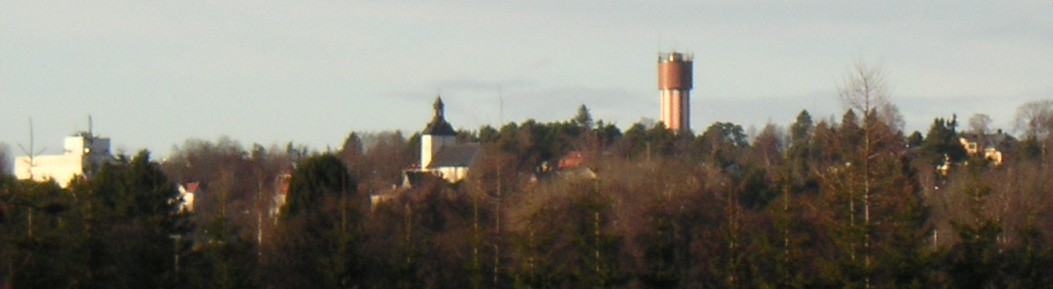
Vy över Järna.

Järna är en tätort i Södertälje kommun, Stockholms län. Den fungerar numera i hög grad som en förort till i första hand Södertälje och i andra hand Stockholm, men har också en egen lokal arbetsmarknad.

## Historia
Samhället växte upp vid Järna station på Västra stambanan, som öppnade 1861. 1913 öppnades Nyköpingsbanan.
Järna var och är kyrkby i Överjärna socken och ingick efter kommunreformen 1862 i Överjärna landskommun. I denna inrättades för orten 8 september 1911 Järna municipalsamhälle. 1952 uppgick landskommunen i Järna kommun där Järna blev centralort. Municipalsamhället upplöstes där 31 december 1955.

### Befolkningsutveckling
| Befolkningsutvecklingen i Järna 1950–2020                   | Befolkningsutvecklingen i Järna 1950–2020 | Befolkningsutvecklingen i Järna 1950–2020 | Befolkningsutvecklingen i Järna 1950–2020 | Befolkningsutvecklingen i Järna 1950–2020 |
| ----------------------------------------------------------- | ----------------------------------------- | ----------------------------------------- | ----------------------------------------- | ----------------------------------------- |
|                                                             |                                           |                                           |                                           |                                           |
| År                                                          |                                           |                                           | Folkmängd                                 | Areal (ha)                                |
| 1950                                                        | 1950                                      |                                           | 1 140                                     |                                           |
| 1960                                                        | 1960                                      |                                           | 2 427                                     |                                           |
| 1965                                                        | 1965                                      |                                           | 3 557                                     |                                           |
| 1970                                                        | 1970                                      |                                           | 5 715                                     |                                           |
| 1975                                                        | 1975                                      |                                           | 6 237                                     |                                           |
| 1980                                                        | 1980                                      |                                           | 6 198                                     |                                           |
| 1990                                                        | 1990                                      |                                           | 5 849                                     | 337                                       |
| 1995                                                        | 1995                                      |                                           | 5 669                                     | 366                                       |
| 2000                                                        | 2000                                      |                                           | 5 796                                     | 368                                       |
| 2005                                                        | 2005                                      |                                           | 6 284                                     | 390                                       |
| 2010                                                        | 2010                                      |                                           | 6 377                                     | 393                                       |
| 2015                                                        | 2015                                      |                                           | 6 038                                     | 406                                       |
| 2020                                                        | 2020                                      |                                           | 6 153                                     | 392                                       |
| Anm.: Kallfors och Pärlängsvägen utbruten 2015, Risbro 2020 |                                           |                                           |                                           |                                           |

## Samhället
I Järna finns flera butiker och restauranger samt en biblioteksfilial, tandläkare, frisörer, apotek och en vårdcentral.
Överjärna kyrka ligger här.

## Kommunikationer
Järna är en järnvägsknut mellan Västra stambanan och Nyköpingsbanan. Vid Järna station stannar pendeltågen mellan Gnesta och Södertälje centrum som har anslutning i Södertälje hamn till pendeltåg mot Stockholm. Den närmaste fjärrtågsstationen är Södertälje syd, där fjärrtåg och pendeltågen stannar. Bussförbindelse finns med Södertälje centrum, Hölö, Norrvrå, Mörkö och Gnesta.
Järna är också mötesplats för två större landsvägar. Motorvägen E4 passerar invid Järna och riksväg 57 har sin östra slutpunkt här.

## Näringsliv
I Järna finns det flera olika antroposofiskt inspirerade verksamheter. Den första var Mikaelsgårdens Läkepedagogiska Institut som startade år 1935. Idag sysselsätter dessa verksamheter nära 2 000 personer, vilket är fler än både kommunen och Lantmännen AXA. Antroposofiskt inspirerade verksamheter bedrivs inom huvudsakligen "vård", "skola" och "omsorg" samt handel, tillverkning och jordbruk.
De mest kända verksamheterna var den nu avvecklade Vidarkliniken, som tidigare var Nordens enda antroposofiska sjukhus, och Kulturhuset i Ytterjärna. Båda byggnaderna är ritade av Erik Asmussen. Andra kända verksamheter är den biodynamiska kvarnen och bageriet vid Saltå. En uppseendeväckande byggnad är den nya kyrkan för det antroposofiska Kristensamfundet belägen vid Saltå och helt byggd för hand i lera. Den är sammanbyggd med den äldre kyrkolokalen.
Järnas industri utgörs bland annat av Lantmännen AXA (och dess dotterbolag Kungsörnen vars huvudkontor finns på orten), Fläkt Woods (en del av före detta Svenska Fläktfabriken), Smedjan i Järna och Telleby Verkstäder. De mest kända exportprodukterna från Järna är Auris Musikinstrument, minitrumsetet GigPig och Debresk träleksaker. Inom Sverige är produkterna från Saltå kvarn, främst bröd och biodynamiskt odlade produkter, de mest kända.

### Bankväsende
Södermanlands enskilda bank hade ett kontor i Järna åtminstone från tidigt 1920-tal. Den uppgick senare i Skandinaviska banken. Under 1900-talet etablerade sig även Svenska Handelsbanken i Järna. Orten hade även ett sparbankskontor.
Ekobanken, en nischbank med fokus på hållbarhet, grundades 1998 i Järna och har sitt huvudkontor där.
Av de traditionella bankerna fanns SEB kvar under resten av 1900-talet, men stängde därefter kontoret. Swedbank stängde kontoret den 27 februari 2015 och den 14 juni 2021 stängde även Handelsbanken.

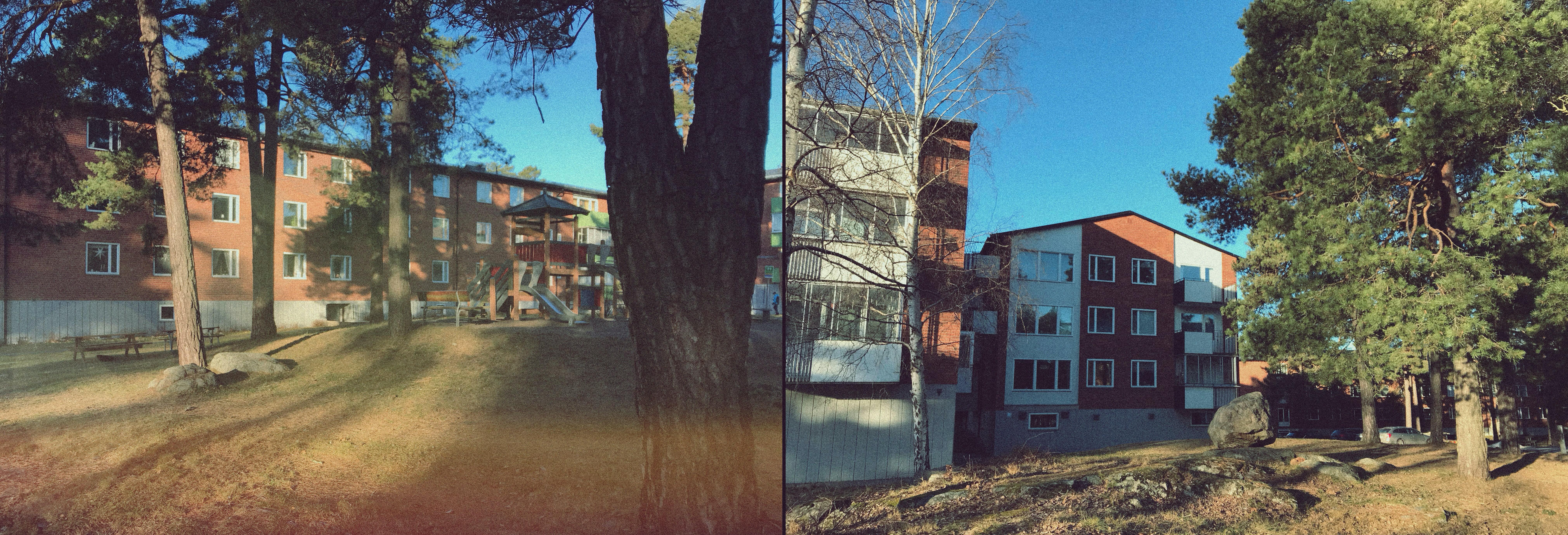
Bergsgatan i Järna

## Utbildning
I Järna finns det två kommunala grundskolor; Eneskolan (grundskola F–9) och Tavestaskolan (grundskola F–5). Det finns även ett flertal friskolor. De flesta av dessa tillhör den antroposofiska verksamheten och är av typen Montessoriskola eller Waldorfskola. Waldorfskolorna är Örjansskolan (gymnasium och grundskola F–9), Solvikskolan (grundskola F–9) och Mariaskolan (grundskola F–9). Järna Friskola (F–9) är en Montessoriinspirerad friskola. I Ytterjärna ligger Järna Naturbruksgymnasium.

## Sport
I Järna finns det två golfbanor, en 9-hålsbana samt en 18-hålsbana på Kallfors GK som var är rankad som nr 19 bland Sveriges golfbanor. Det fanns tidigare även en närliggande Pay and play-bana på Järna GK men den är numera nedlagd.
I övrigt finns motionsspår, vissa slingor belysta, samt en idrottsplats med fotbollsplaner, varav en uppvärmd konstgräsplan och två ishallar. Idrottsplatsen är hemmaplan för Järna SK.

## Personer från Järna
- Jacqline Mossberg Mounkassa, sångerska och andrapristagare i Idol 2021
- Mauri "Mustiga Mauri" Hermundsson, Youtube-profil